# 最后生还者 (电视剧)角色列表
《最後生還者》（英語：The Last of Us）是HBO制作的美國后末日類型的電視劇，改編自2013年的同名電子遊戲，聚焦于喬爾（佩德羅·帕斯卡飾）和艾莉（貝拉·拉姆齊飾）间的关系。故事设定在2023年，二十年前的一场大规模真菌感染快速演变为全球疫情，病菌将其感染者变成类似于僵尸的食人生物，并导致人类社会崩塌。该剧主要讲述了喬爾护送少女艾莉横跨末日之后的美国。
旅途中，喬爾和艾莉遇到了许多由不同的客串明星扮演的其他角色，如尼科·帕克飾演的乔尔女儿莎拉，梅爾·丹德里奇飾演的抵抗组织领导人瑪琳，安娜·托芙飾演的乔尔伙伴泰絲，蓋布瑞·盧納飾演的乔尔弟弟湯米，拉瑪爾·約翰遜和凯佛恩·蒙特利尔·伍达德（Keivonn Montreal Woodard）飾演的亨利和山姆兄弟，梅兰妮·林斯基和杰弗里·皮尔斯饰演的凯瑟琳革命军团领导人凯瑟琳和副指挥派瑞。

## 主角

### 乔尔
乔尔（佩德羅·帕斯卡饰）是一名堅強的中年倖存者，在災情初期時痛失女兒後飽受精神煎熬，這次為護送年輕女孩艾莉離開隔離區，開始陪她穿越整個美國，而心境也逐漸發生改變。与原作游戏相比，电视剧中的乔尔更加脆弱：他的一只耳朵因枪击失聪，膝盖在站立时会感到疼痛。
《曼達洛人》第二季播出之後，作为主演的帕斯卡為出演新影集留出檔期。諸多大型電視剧项目向他提出邀約，帕斯卡最終選擇參演《最後生還者》，部分原因是为了与联合开创者克雷格·麥辛合作。麥辛与另一名联合开创者尼尔·德鲁克曼在早些时候就已考虑让帕斯卡饰演该角色，在接到邀请后的24小时内，帕斯卡便决定参演。《曼達洛人》的制片人也同意帕斯卡参演该剧。据报道，帕斯卡的每集收入为60万美元，使他成为收入最高的美国电视明星之一。帕斯卡被选中的原因是他有能力塑造一个坚韧、受折磨、脆弱，并在必要时能压抑自己情绪的角色。帕斯卡由于缺乏游戏技巧并没有自己玩过原作游戏，只看着他的侄子玩了游戏的一部分，他表示乔尔给他留下了深刻的印象，但他担心过度模仿游戏中的乔尔，只想“创造一个健康的距离”，让麥辛和德鲁克曼来决定角色的塑造。由于剧情中乔尔来自得克萨斯州的奥斯汀，在得州圣安东尼奥长大的帕斯卡决定在剧中使用自己的得州口音，这与原作游戏中的南方口音不同。在原作遊戲中，該角色由特羅伊·貝克完成動作捕捉與配音。

### 艾莉
艾莉（貝拉·拉姆齊饰）是一名14歲的年輕女孩，出生於末世、無依無靠的她保持著一副咄咄逼人的心理，但在親情和歸屬感方面則有著特殊的需求。她因對蟲草菌免疫成為研發疫苗的關鍵人物。為了遵循遊戲中的角色設定，艾莉在电视剧中同樣是女同性戀。
制作人希望艾莉的演员有能力塑造足智多谋、古怪且具潜在暴力性的角色形象，约有105名演员被纳入考量。在看了拉姆齐的试镜录像后，团队与拉姆齐作为常设角色参演的电视剧——《权力的游戏》的编导大卫·贝尼奥夫和D·B·魏斯进行了交谈，两人对拉姆齐的才能作出了保证。拉姆齐在试镜后不到一个月就被选中饰演该角色，收到消息时她还在工作，她表示这“绝对是（职业生涯中）最重要的事情”，并很快把两人将一同参演的消息告知了帕斯卡。拉姆齐在试镜前就知道这个游戏，但德鲁克曼和麥辛建议她不要为了准备而去玩游戏，以避免复制游戏中的艾莉；拉姆齐选择观看YouTube上重要的游戏场景剪辑，以“确信我内心深处、我皮肤感受到的那个艾莉是正确的”。在拍完该剧后，她仍然没有玩这款游戏。拉姆齐希望她饰演的艾莉将“为粉丝所熟悉”，而不是给人留下“一模一样的（游戏）复制品”的印象。拉姆齐是英国人，为饰演该角色学习了美国口音，还不得不剪掉超过15英寸长的头发。为了在片场更好地集中注意力，她在90%的拍摄时间里都戴着束胸。在原作遊戲中，該角色由艾希莉·強森完成動作捕捉與配音。

## 客串角色

### 第一季

#### 莎拉
莎拉（尼科·帕克饰）是喬爾的14歲女兒。
帕克在参演该剧的几年前观看过游戏影片。她想“远离游戏版本”，在剧中提供她自己对角色的诠释。游戏中莎拉死亡的场景让帕克感到害怕，但该场景又是游戏中的标志性场景之一，这让她在饰演时压力非常大。开拍后，帕克很快就与饰演乔尔的帕斯卡建立起了关系。在首款電子遊戲中，該角色由漢娜·海斯完成動作捕捉與配音。

#### 玛琳
玛琳（默尔·丹德里奇饰）是地下組織「火螢」的首領，該組織致力於反抗政府和軍隊，為其他倖存者爭取自由。
梅爾·丹德里奇同時在電子遊戲中為該角色完成動作捕捉與配音。麥辛和德鲁克曼认为，与游戏中的大多数其他演员不同，丹德里奇在身体上与她的角色很相似，只需要戴上假发便可还原该角色。丹德里奇在准备过程中重新审视了原作游戏。在制作游戏时，她只能通过动作捕捉装置饰演她的角色，这也使得她对电视剧片场的各种物理元素感到惊讶。丹德里奇还感觉瑪琳在剧中有“更沉重的静止感”，她认为这是由于角色生活在后末日世界的缘故。

#### 泰丝
泰丝（安娜·托芙饰）是一名堅強的女倖存者，喬爾的搭檔。
托芙和帕斯卡认为泰丝和乔尔是一对恋人，但跟游戏一样，两个角色间的关系很微妙。托芙在表演时尽可能维持真实感。托芙知道但没玩过原作游戏，仅在选角后观看了游戏的剪辑。选角导演维多利亚·托马斯（Victoria Thomas）指出，他们为泰丝这一角色考虑了许多演员，但“没有人完全合适”，最终选择托芙的原因是她能够展现出角色的坚韧和内心。在首款電子遊戲中，該角色由安妮·沃辛完成動作捕捉與配音。

#### 汤米
汤米（蓋布瑞·盧納饰）是喬爾的弟弟，退役士兵，對未來充滿希望的理想主義者。
为了获得该角色，盧納向制作团队提交了一份磁带，录有他表演的一个游戏中的场景和一个第一集中的场景。盧納与麥辛和执行制片人卡洛琳·史特勞斯都很熟悉，曾参演另一部HBO电视剧《無間警探》（1:02）。磁带提交后的第六天，麥辛、斯特劳斯和德鲁克曼同意盧納出演该角色。他对该角色充满热情，因为他住在德克萨斯州奥斯汀，这也正是剧中乔尔和汤米的家乡（2:20）。制作期间，德鲁克曼向其赠送了一款PlayStation 5以让他进一步研究原作游戏。
盧納为汤米的服装设计提供了意见，例如靴子上的德州植物火焰草和第一民族制作的皮带扣。卢纳认为汤米渴望拥有像他哥哥那样的家庭，渴望一个恢复和平生活的世界，卢纳也能理解乔尔作为哥哥的行为，尤其是丧父的乔尔与母亲一同照顾家里所有人的作为。威利·纳尔逊和克里斯·克里斯托佛森两位德州人对卢纳有所启发，尤其是后者放松的态度让卢纳觉得与汤米十分相似。在電子遊戲中，該角色由傑弗里·皮爾斯完成動作捕捉與配音。

#### 拉特纳
拉特納·佩蒂維（Dr. Ratna Pertiwi）（克莉絲汀·哈基姆饰）是來自印度尼西亞雅加達的真菌學教授，任職於印度尼西亞大學，在災情爆發前曾建議政府轟炸城市來控制感染。哈基姆起初對加盟劇集感到猶豫，但被她身為原作遊戲粉絲的姪孫女說服。

#### 比尔和法兰克
比尔（尼克·奧佛曼飾）和法兰克（莫瑞·巴特利特饰）是居住在马萨诸塞州林肯镇的生存主義者。
奧佛曼接替原本要飾演該角的康·歐尼爾，其因檔期衝突而退出。麥辛希望由男同性恋者来扮演法蘭克和比尔，但在歐尼爾离开后，执行制片人卡洛琳·史特勞斯向他推荐了奥弗曼。麥辛后来觉得选择奥弗曼这样的喜剧演员也不错，并以参演《绝命毒师》的布莱恩·科兰斯顿和参演的鮑勃·奧登科克为例表示“有趣的人有灵魂”。最初由于档期冲突，奧佛曼也无法参演该剧，但在妻子梅甘·马拉利读完剧本后，奧佛曼还是决定出演。在首款電子遊戲中，該角色由W·厄爾·布朗完成動作捕捉與配音。
巴特利特在开拍前对游戏的剧情并不了解，但在读完剧本后便被其所吸引。他在确定出演该角色后深入研究了原作游戏，认为它很有电影感，并高度赞扬了游戏的角色、剧情和主题。法蘭克短暫出現於首款電子遊戲之中，但没有对话。德鲁克曼预计一些粉丝会因法蘭克出现在剧中而感到不安，因为这与游戏的叙事方式有出入。

#### 亨利和山姆
亨利·布瑞爾（Henry Burrell）（拉瑪爾·約翰遜饰）和八岁的弟弟山姆·布瑞爾（Sam Burrell）（凱佛恩·蒙特利尔·伍達德（Keivonn Montreal Woodard）饰）在密蘇里州堪薩斯城躲避危险的革命分子。

#### 凯瑟琳
凱薩琳·柯格蘭（Kathleen Coghlan）（梅蘭妮·林斯基飾）是堪薩斯城的革命軍團領袖，不久前領軍推翻當地政府獨掌大局。凱薩琳作為電視劇原創角色，出自於主創克雷格·麥辛，並是改編自遊戲中出現的「獵人」（Hunters）軍團。麥辛将凱薩琳比作查尔斯·狄更斯作品《双城记》（1859年）中的德法奇太太，一名因残酷环境而变得恐怖的革命者（19:49）。麥辛是林斯基的朋友，曾向林斯基打电话说道“希望没有冒犯你，但我希望你扮演一名战犯”，林斯基听到后很疑惑，直到麥辛对该角色做了更多的介绍，将该角色在哥哥死后被迫接替她哥哥的工作，而她哥哥“基本上就是耶稣”。麥辛和德鲁克曼表示选择林斯基是一个不寻常的决定，因为她有一种“甜蜜感”，与凯瑟琳在剧中的形象相冲突，这是团队为吸引观众而刻意做出的决定（23:58）。林斯基想把这个角色扮演成“说话温和又细腻”，以与她的暴力形成对比。

#### 派瑞
派瑞（Perry）（傑弗里·皮爾斯飾）是堪薩斯城的革命軍團副指揮。在電子遊戲中，傑弗里·皮爾斯為湯米完成動作捕捉與配音。皮爾斯透露派瑞是電視劇原創角色，但是他將對原作遊戲中發生的事件產生巨大影響。剧本将其描述为一名前军事人员。

#### 瑪麗亞
瑪麗亞（Maria）（露蒂娜·衛斯理飾）是在懷俄明州傑克遜建立的倖存者家園的首領。在首款電子遊戲中，該角色由艾希莉·史考特完成動作捕捉與配音。

#### 馬龍和芙蘿倫斯
馬龍（Marlon）（葛拉罕·葛林饰）和芙蘿倫斯（Florence）（伊莱恩·迈尔斯饰）是遠居在懷俄明州荒郊野外的夫妻。

#### 萊莉
萊莉·艾伯（Riley Abel）（斯托姆·瑞德飾）是一名在末世中的波士頓出生的孤兒，與艾莉是军事学校时的摯友。莱利从军事学校逃出后加入了火萤。
瑞德得到該角前對於首款遊戲的內容並不熟悉，演出之前曾向其家人與朋友詢問過對於該遊戲的感受。角色在首款電子遊戲的追加下載内容中的附加戰役《最後生還者：拋諸腦後》首次現身，並由雅妮·金完成動作捕捉與配音。

#### 大卫
大衛（史考特·雪柏飾）是一名持有信仰的牧師，卻也是一名靠食人為生的邪教團首領。德鲁克曼认为电视剧可以比游戏更深入地探讨该角色的复杂性。在首款電子遊戲中，該角色由諾蘭·諾斯完成動作捕捉與配音。

#### 詹姆斯
詹姆斯（特羅伊·貝克飾）邪教團的高層幹部，大衛的心腹。在首款電子遊戲中，貝克飾演主人公喬爾，而詹姆斯則由魯本·蘭登完成動作捕捉與配音。

#### 安娜
安娜（艾希莉·強森飾）：艾莉的母親（7:20），原是一名無依無靠的孕婦，卻仍克服巨大困難生下女兒艾莉。強森在首款電子遊戲中飾演主人公艾莉。德鲁克曼未能在游戏中深入探讨安娜的故事，但他认为将其纳入电视剧是非常重要的（7:20）。在游戏发行后，德鲁克曼写了一篇关于安娜的短篇故事，后来打算将其改编为动画短片或作为可下载内容发布，但最终未能实现。麥辛和德鲁克曼认为，由于強森与游戏的关系，她的参演对团队而言很重要。